# Michael Kuffer

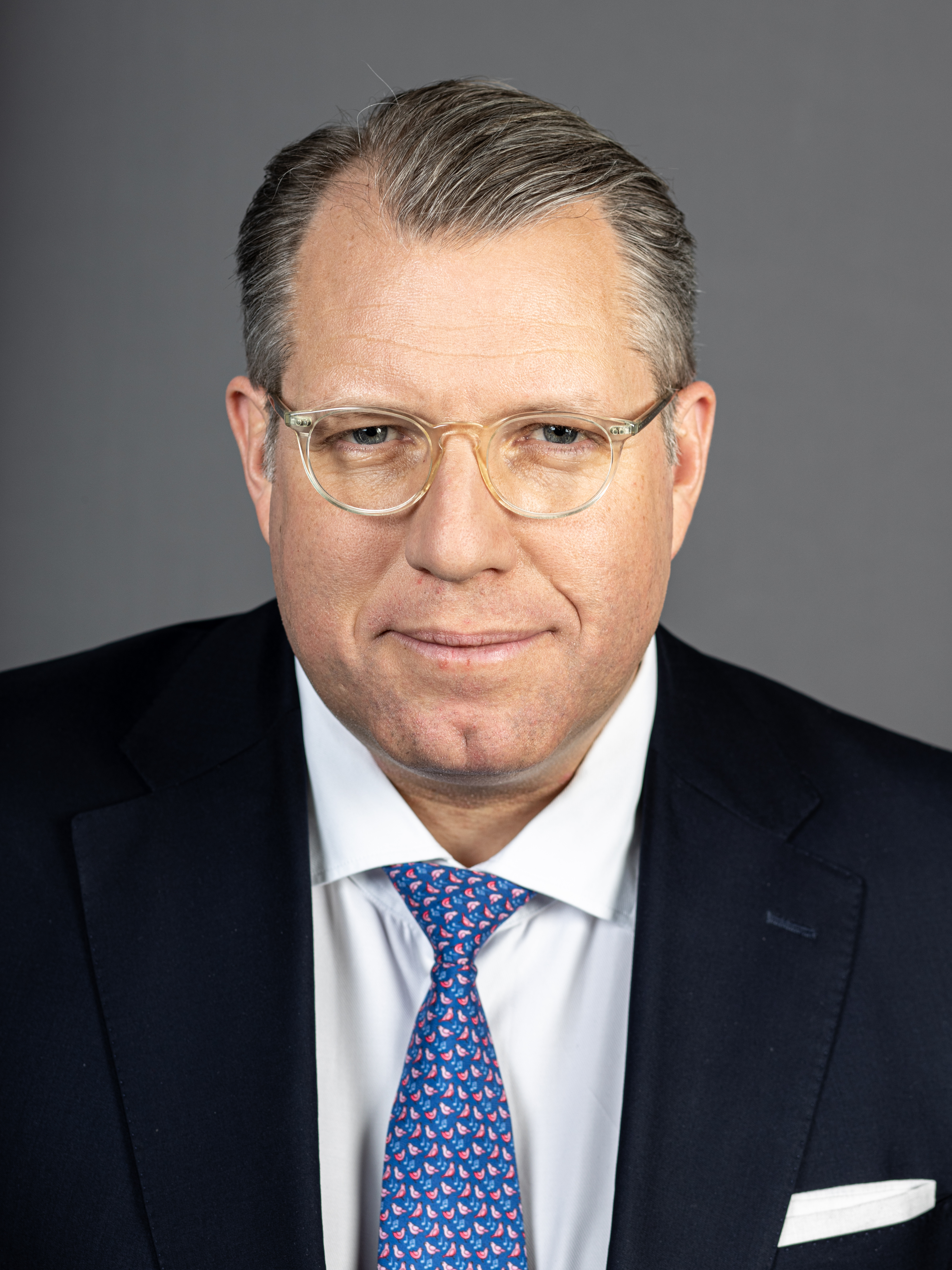
Michael Kuffer, 2020

Michael Kuffer (* 16. März 1972 in München) ist ein deutscher Politiker (CSU) und Rechtsanwalt. Er war von 2017 bis 2021 Mitglied des 19. Deutschen Bundestages.

## Leben
Michael Kuffer studierte nach seinem Abitur in München Rechtswissenschaften in Augsburg, München, Salzburg und Frankfurt am Main. Er absolvierte einen Magister im Europäischen und Internationalen Wirtschaftsrecht. Er ist in München als Rechtsanwalt und Fachanwalt für Vergaberecht in einer Anwaltssozietät tätig.
Kuffer war langjährig hauptamtlich engagiert im Rettungsdienst, Katastrophen- und Zivilschutz und als Rettungssanitäter und Rettungsassistent, Disponent in der Rettungsleitstelle, der Flug- und Wasserrettung sowie als Einsatzleiter und Führungskraft tätig. Er ist seit 2009 Kreisvorsitzender des Bayerischen Roten Kreuzes im Landkreis Starnberg und Mitglied der Landesversammlung im Bayerischen Roten Kreuz. Zudem ist er Mitglied des Arbeitskreises Notfallmedizin und Rettungswesen an der LMU München sowie Mitglied des Fördervereins Christoph 1 e.V. Kuffer hat einen Lehrauftrag für Gefahrenabwehrrecht an der Hochschule für Angewandte Wissenschaften Hamburg inne.
Er ist verheiratet und Vater von vier Kindern.

## Politik
Michael Kuffer ist seit 1996 Mitglied der CSU.
Von 2008 bis 31. März 2018 gehörte er dem Münchner Stadtrat an, seit 2014 war er stellvertretender Sprecher der CSU-Fraktion im Stadtrat, sowie seit 2016 Korreferent des Kreisverwaltungsreferats (der städtischen Ordnungs- und Sicherheitsbehörde). Dort forderte er die Einführung eines mit Schusswaffen bewaffneten städtischen Ordnungsdienstes.
Bei der Bundestagswahl 2017 wurde er als Direktkandidat der CSU im Bundestagswahlkreis München-Süd mit 33,0 % der Erststimmen in den Bundestag gewählt. Im 19. Deutschen Bundestag war er ordentliches Mitglied im Ausschuss für Inneres und Heimat und im Unterausschuss Bürgerschaftliches Engagement. Zudem gehörte er als stellvertretendes Mitglied dem Auswärtigen Ausschuss, dem Verteidigungsausschuss, sowie dem 1. und 2. Parlamentarischen Untersuchungsausschuss der 19. Legislaturperiode an.
Bei der Bundestagswahl 2021 verlor er sein Direktmandat im Bundestagswahlkreis München-Süd an Jamila Schäfer, die mit 27,5 % der Erststimmen das Direktmandat errang.

## Kritik und Kontroversen
Im Jahr 2009 musste er ein Bußgeld in Höhe von 300 Euro bezahlen, nachdem er unzulässigerweise einen Adressverteiler des Bayerischen Roten Kreuzes verwendet hatte, um an 1500 Personen seine Wahlwerbung zu versenden. Die Abendzeitung zitierte ein Mitglied des Münchner BRK-Kreisverbandes: „Kuffer ist dem Rauswurf zuvorgekommen, indem er zum BRK nach Starnberg gewechselt ist.“
Im März 2021 wurden Interessenskonflikte zwischen dem beruflichen, politischen und ehrenamtlichen Engagement von Kuffer diskutiert. Auf seiner Bundestagsseite gibt Kuffer unter anderem eine Beteiligung an der Kanzlei Buse Heberer Fromm an, die mit einem anderen Unternehmen des Politikers, der Civitas Institut für Bildung und Innovation im öffentlichen Sektor GmbH, verbunden ist. Für den öffentlichen Sektor, darunter mehrere Landkreise, hatte Kuffers Kanzlei in den vergangenen Jahren die Vergabe von Aufträgen begleitet, insbesondere im Bereich des Rettungswesens. Als Ehrenamtler ist er im Deutschen Roten Kreuz vernetzt, das sich zum Teil um solche Aufträge bewirbt. Des Weiteren saß Kuffer für die Union im Ausschuss für Inneres und Heimat, der immer wieder an Gesetzentwürfen zu seinem geschäftlichen Spezialbereich – öffentliche Aufträge im Rettungswesen – beteiligt ist. Dies war zum Beispiel 2020 bei der Novellierung des THW-Gesetzes der Fall. Recherchen von abgeordnetenwatch und dem Nachrichtenportal t-online im September 2021 ergaben, dass Kuffer während seiner ersten Amtszeit als Bundestagsabgeordneter mehr als 600.000 € aus Nebentätigkeiten bezog. Auf der Webseite des Bundestags wurden diese entgegen den Verhaltensregeln für Abgeordnete erst mit deutlicher Verspätung veröffentlicht.